# Пијемонт
Пијемонт (итал. Piemonte, пијемонтски Piemont, окситански Piemont), једна од 20 регија Италије. Налази се у северозападном делу земље. Главни град је Торино, а познати градови су и Новара, Алесандрија и Асти.
Пијемонт се сматра једном од најразвијенијих покрајина Италије.

## Порекло назива
Италијански назив Пијемонте (Piemonte) у дословном преводу значи у „подножју планина“, што у потпуности одговара овој покрајини, која је у средишњем делу равница, али је са севера, запада и југа окружена високим Алпима.

## Положај
Пијемонт је северозападна покрајина Италије са државном границом ка Француској на западу и ка Швајцарској на северу. Са осталих страна налазе се друге италијанске покрајине:
- северозапад - Долина Аосте
- исток - Ломбардија, Емилија-Ромања
- југ - Лигурија

## Природне одлике
Површина покрајине је 25.399 km² и по овоме је Пијемонт друга по пространству међу италијанским покрајинама.

### Рељеф
У оквиру Пијемонта разликује се неколико природних целина. Источни и средишње део (27% покрајине) је равничарско подручје уз реку По. То је западни део Падске низије, житнице Италије. Овај део заузима половину површине покрајине и то је развијено пољопривредно подручје (жито, пиринач, кукуруз). Целина предалпског побрђа (30% покрајине) је средња целина. То је област винограда и воћњака. Ободни и највећи део (43% покрајине) на западу, југу и северу је изразито планински у оквиру система Алпа са неколико насељенијих долина. То је сточарско подручје, једино су у долинама су развијене остале врсте пољопривреде. На крајњем југоистоку налази се мала област Апенинских планина.

### Клима
Клима у већем делу Пијемонта је континентална клима са значајних утицајем са средоземне са мора. Стога су зиме нешто блаже, а лета топлија и сувља него код уобичајене климе овог типа. У вишим крајевима клима је оштрија, а на планинама влада планинска клима.

### Воде
Пијемонт је унутаркопнена покрајина, али има веома развијен система вода. У северном делу покрајине налази се неколико језера ледничког порекла, од којих је значајно језеро Мађоре, делом и граница ка Швајцарској. Речним системом доминира река По, која извире на планини Монте Визо (Monte Viso) у крајње западном делу Пијемонта и тече упореднички, делећи покрајину на јужну и северну половину. У По се улива већина река меридијанског правца - Тичино, Дора Балтеа, Орко, Дора Рипарија, Маира, Танаро, Бормида, Скривија. Ове реке се користе обилато за наводњавање, а у вези са тим постоји и веома развијен систем вештачких канала.

## Управна подела
Пијемонт је подељен у 8 округа, одн. провинција са истоименим градовима као управним средиштима:
- Алесандрија
- Асти
- Бијела
- Вербано-Кузио-Осола
- Верчели
- Кунео
- Новара
- Торино

## Историја
Подручје Пијемонта било је насељено још у време праисторије Први познати становници били су Келти. Римљани запоседају ово подручје у 3. веку п. н. е.. Подручје је насељено и урбанизовано. Током неколико векова владавине старог Рима становништво је романизовано, а област се развила у једну од најразвијенијих у царству.
После пропасти старог Рима кроз ову област је током пар векова прошло је много варварских племена и страних војски (Бургунди, Готи, Византинци, Лангобарди, Франци, Угри, Сарацени). Потом је следила власт страних држава, Франачке, Баварске. У 10. век Пијемонт улази у састав Светог римског царства под немачким окриљем. Године 1046. г., грофови Савојске династије припојили су Пијемонт Савоји. Савојска династија прерасла је 1416. г. у војводство, а војвода Емануеле Филиберто преместио је 1563. г. своје седиште у Торино. Војводе Савоје су, почевши од 1720. г. били и краљеви Краљевине Сардиније. Краљевина Сардинија је била позната као Пијемонт-Сардинија. У Пијемонту је започет процес уједињења Италије, у периоду 1859-1861, након неуспешних ратова против Хабзбуршке монархије 1820—1821. г. и 1848-1849. г.
1861. г. дошло је до стварања Италије као краљевине са владарском лозом Савоја. Пијемонт постаје покрајина. Нова владавина је убрзо оживела привреду. Током неколико наредних деценија Пијемонт са Торином на челу је постао је важно економско средиште Италије. У 20. веку покрајина није претрпела знатно штете у светским ратовима и до краја века постала је једно од развијенијих подручја Европе.

## Становништво
Данас Пијемонт има преко 4,4 милиона становника и то је 6 по реду најмногољуднија покрајина Италије. То је свега 25% више становника него пре једног века.
Густина насељености је преко 170 ст./km², што је мање од државног просека (200 ст./km²). Равничарски део у средишњем делу покрајине је знатно гушће насељен него ободно, алпско подручје. Посебно је густо насељена област "Великог Торина" и њено продужење ка Милану преко Новаре и Верћелија.
У покрајини доминира италијанско становништво. У неколико мањих долина на западу покрајине живи становништво које користи окситански језик. Утицај наглог развоја покрајине огледа се и у великом уделу становништва са привременим боравком (7,0%).

### Језик
Локални језик или локални дијалекат италијанског језика (који је службени језик целе Италије) је Пијемонтезе, а окаитански се говори у Утситанским долинама.

## Привреда

### Пољопривреда
Пијемонт је подручје са веома развијеном пољопривредом. Треба истаћи да је покрајина једна од најпознатији винородних крајева у Италији. Од укупно 700 km² под виноградима, на више од половине се производи вино с „ознаком контролисаног порекла“. Вина Пијемонта су надалеко познате дубине. Најзначајнија су Барбера, Бароло и Барбареско, као и приступачнији Долћето.

### Индустрија
Пијемонт је прва индустријализовани део Италије, па савремена индустрија има дугу традицију. У Пијемонту постоје јаки индустријски центри, посебно град Торино, дом аутомобила "Фијат".

### Туризам
Туризам је високо развијен, али је Пијемонт ипак мање значајан на овом пољу него оближње покрајине попут светски познатих Ломбардије или Венета. Значајна су посебно зимска туристичка одредишта, попут Сестријереа.

## Галерија слика
- Торино
- Новара
- Асти
- Алесандрија

### Владине установе
- Службене странице регије Пијемонт
- Регионални конзилијум
- Агенција за заштиту околине Архивирано на веб-сајту  (10. мај 2006)
- Образовање Архивирано на веб-сајту  (14. јун 2006)

### Специјалне странице
- Дневна штампа
- Магазин Пијемонта Архивирано на веб-сајту  (10. мај 2006)
- Удружење
- Кухиња Пијемонта
- Прогноза времена

### Туристички портали
- |  |  |  Архивирано на веб-сајту  (30. јул 2022) |  |  Архивирано на веб-сајту  (11. децембар 2006) |